# 法務部矯正署臺北少年觀護所
23°00′54″N 121°16′35″E / 23.01500°N 121.27639°E
法務部矯正署臺北少年觀護所，簡稱臺北少年觀護所，是中華民國法務部的矯正機關，位於新北市土城區。設置之目的在於協助調查依法收容少年之品行、經歷、身心狀況、教育程度、家庭情形、社會環境及其他必要之事項，供少年法庭審前調查之參考，並矯正少年之身心，促其改悔向上，適於社會正常生活。

## 沿革
臺北少年觀護所成立於1971年（民國六十年）7月1日，原址於臺北市愛國東路臺北看守所舊址旁，1976年4月30日遷建至土城鄉現址，原隸屬臺灣高等法院檢察署。2011年（民國一百年）法務部矯正署成立，改隸屬於法務部矯正署，並更名為「法務部矯正署臺北少年觀護所」。

## 組織
- 所長
  - 副所長

行政單位
- 輔導科
  - 少年之諮商輔導。
  - 少年習藝之教學習藝。
  - 少年之文康活動。
  - 少年之個案調查。
  - 少年之心理測驗。
  - 少年指紋、照相分類及其保管。
  - 少年處遇之建議。
  - 少年社會環境調查之協助。
  - 其他有關輔導事項。
- 訓導科（兼辦醫療業務）
  - 少年生活之指導。
  - 少年之戒護安全。
  - 少年接見、發受書信及送入物品之處理事項。
  - 少年紀律之執行。
  - 少年之飲食、衣類、臥具用品之分給及保管。
  - 所內戒護勤務之分配及管理。
  - 其他有關訓導事項。
  - 女性收容少年之直接管理戒護工作由女性擔任。
- 總務科
  - 印信典守及文書、檔案之管理。
  - 出納、財物、營繕、採購及其他事務之管理。
  - 少年入所及出所登記與攜帶物品之受付及保管。
  - 名籍簿、身分簿之編製及管理。
  - 糧食之收支、保管、核算及造報。
  - 公產及公務之管理。
  - 工友(含技工、駕駛)之管理。
  - 不屬其他各科、室事項。
- 醫務室
  - 衛生計畫及設施之指導。
  - 少年之健康檢查及疾病醫療。
  - 傳染病之預防。
  - 病舍之管理。
  - 環境衛生清潔檢查及指導。
  - 藥品調劑、儲備及醫療器械之管理。
  - 藥物濫用之防治。
  - 少年疾病、死亡之陳報及通知事項。
  - 其他有關身心及衛生保健事項。
- 人事室
- 會計室
- 政風室

## 外部連結
- 法務部矯正署臺北少年觀護所 （页面存档备份，存于）（繁體中文）